# Antiplanes litus
Antiplanes litus är en snäckart som beskrevs av Dall 1919. Antiplanes litus ingår i släktet Antiplanes och familjen Turridae. Inga underarter finns listade i Catalogue of Life.